# Надь, Андреа
Андреа Надь (венг. Andrea Nagy; род. 16 ноября 1971 года в Будапеште, Венгрия) — венгерская профессиональная баскетболистка. Выступала за студенческую команду флоридского международного университета. Была выбрана на драфте американской баскетбольной лиги, а затем и на драфте женской национальной баскетбольной ассоциации, где и закончила свою игровую карьеру.

## Профессиональная карьера
Андреа Надь была выбрана в 4 раунде драфта АБЛ 1996 года. За 39 игр в дебютном сезоне она стала второй в команде по передачам и пятой по перехватам. В 1997 году она вместе с командой «Лонг-Бич Стингрейс» дошла до финала чемпионата.
Надь была выбрана клубом «Вашингтон Мистикс» на драфте ВНБА 1999 года под общим 25 номером. За 2 сезона в «Мистикс» она каждый раз выходила на площадку в стартовом составе. В 2001 году она вместе с 57 выбором драфта ВНБА 2001 года была обменяна в «Нью-Йорк Либерти» на 28 и 44 выборы этого драфта. В начале 2002 года она была обменяна в «Сакраменто Монаркс». За «Монаркс» она отыграла 24 игры, в 8 из которых выходила в стартовом составе. По результатам сезона она стала третьей в лиге по среднему количеству передач за игру — 7,1.
В 2003 году Надь объявила о завершении своей игровой карьеры.